# Luis Gregorio Ramos Misioné
Luis Gregorio Ramos Misioné (ur. 15 maja 1953 w Lugo) – hiszpański kajakarz. Dwukrotny medalista olimpijski.
Brał udział w trzech igrzyskach (IO 76, IO 80, IO 84). W 1976 zajął drugie miejsce w kajakowych czwórkach na dystansie 1000 metrów, osadę hiszpańską tworzyli również José María Esteban Celorrio, Herminio Menéndez i José Ramón López Díaz-Flor. W 1980 był trzeci w dwójce na tym dystansie, wspólnie z Menéndezem (startowali pod flagą olimpijską). Był wielokrotnym medalistą mistrzostw świata – zdobył m.in. złoto w 1975 w czwórce na dystansie 1000 metrów.